# Attila ocré
Attila torridus
Espèce
Statut de conservation UICN

 VU  : Vulnérable
L'Attila ocré (Attila torridus) est une espèce de passereau placée dans la famille des Tyrannidae. Son statut de conservation est Vulnérable selon la liste rouge de l'UICN.

## Description
Cet oiseau mesure 20,5 cm ; il est de couleur cannelle-jaunâtre, avec un dos ocre pâle, un croupion jaunâtre et une grande couverture et des rémiges primaires noires.

## Distribution
Cet oiseau vit dans l'ouest de l'Équateur et le nord-ouest du Pérou (département de Tumbes). Un individu a été observé en 1958 à l'extrême Sud-Ouest de la Colombie.

## Habitat
L'espèce affectionne les forêts humides et semi-humides. Il vit également dans les forêts secondaires et, occasionnellement, dans les plantations de cacao, du niveau de la mer à 1 000 m d'altitude (voire occasionnellement jusqu'à 2 400 m).

## Alimentation
Il se nourrit de fruits et d'arthropodes (d'araignées surtout). Près de la moitié de la nourriture des oisillons est composée de grenouilles et de lézards.

## Reproduction
La reproduction a probablement lieu durant la saison humide, entre janvier et mars.

## Vulnérabilité et menaces
La population de l'espèce est estimée à entre 3 500 et 15 000 individus. En dessous de 900 m, 96% de la forêt originelle de l'Ouest de l'Équateur a été détruite depuis 1960. Au-dessus de 900 m, la déforestation est moins importante, même si l'exploitation forestière, la création de zones agricoles et de plantations continue, même dans les zones protégées. L'espèce profite de deux grandes zones protégées, le parc national Machalilla (Équateur) et la Reserva de Biosfera del Noroeste (Pérou) et de deux plus petites en Équateur : le Centro Científico Río Palenque et la Estación Científica Pedro Franco Dávila (Jauneche). De plus, des spécimens ont été introduits dans la Reserva ecológica Cotacachi-Cayapas.